# Gesellschaft zur Beförderung gemeinnütziger Tätigkeit

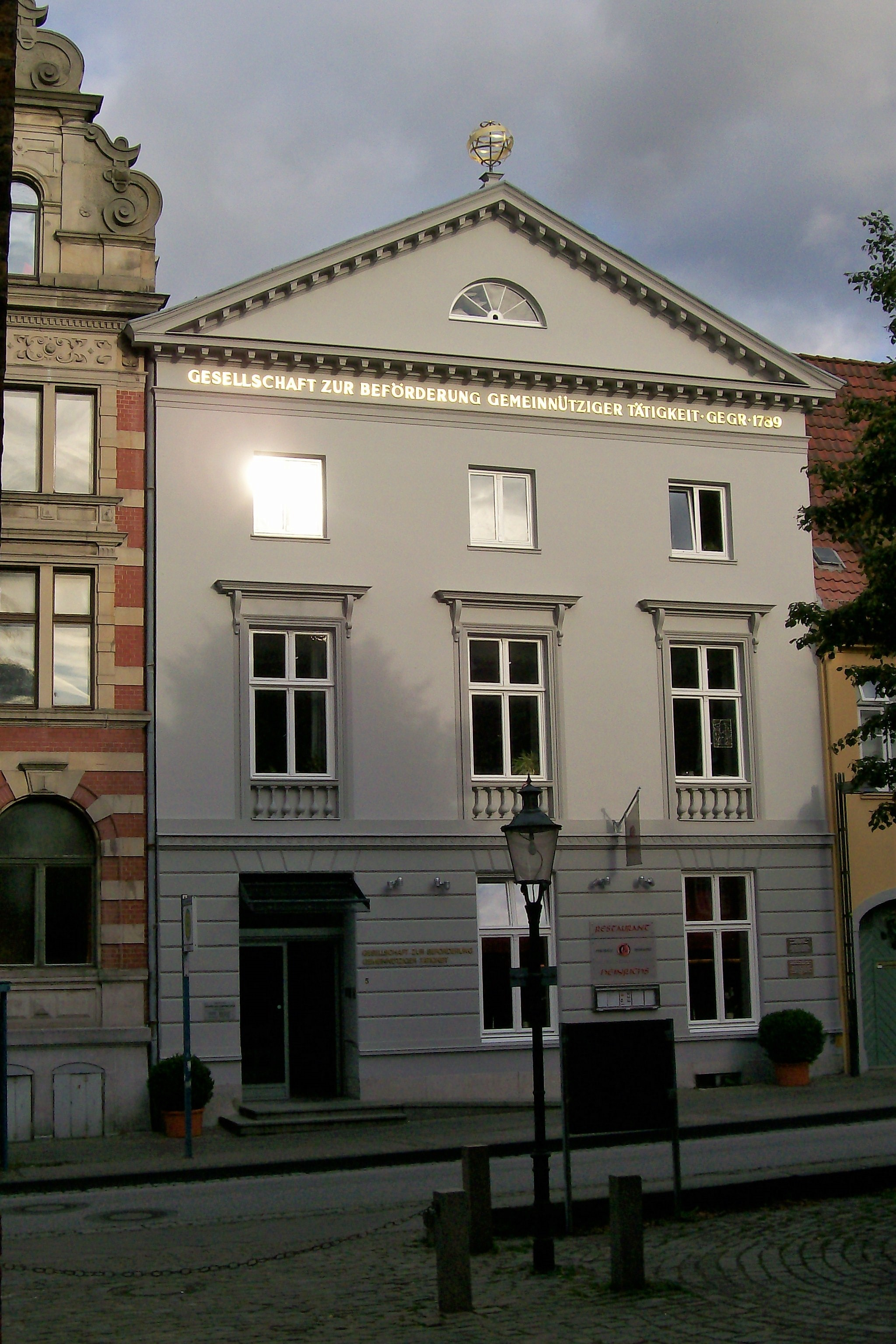
Gesellschaftshaus

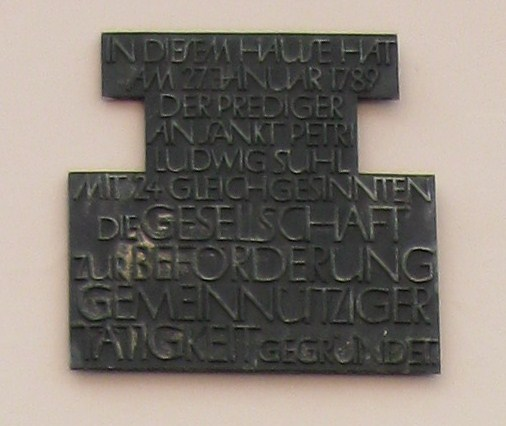
Erinnerungstafel an die Gründung der Gesellschaft an Suhls Wohnhaus in der Großen Petersgrube 27

Die Gesellschaft zur Beförderung gemeinnütziger Tätigkeit ist Lübecks älteste Bürgerinitiative. Durch Dekret des Lübeckischen Senats vom 25. November 1795 ist ihr Rechtsfähigkeit und damit der Status eines rechtsfähigen Vereins alten Lübecker Rechts verliehen worden.

## Geschichte
Die „Gemeinnützige“, wie die Gesellschaft heute durchweg abgekürzt genannt wird, wurde von dem Prediger an der Petrikirche, Mitglied der Lübecker Freimaurerloge Zur Weltkugel und späteren Advokaten Ludwig Suhl mit seinen Freunden, darunter Christian Adolph Overbeck, Johann Julius Walbaum, Anton Diedrich Gütschow, Gottlieb Nicolaus Stolterfoth, Johann Friedrich Petersen (der Ältere), Nikolaus Heinrich Brehmer und Friedrich Carl Schnoor am 27. Januar 1789 ins Leben gerufen, zunächst als Literärische Gesellschaft zur wissenschaftlichen Unterhaltung und gegenseitiger Unterrichtung. 1791 wurde der Zweck der Gesellschaft um den gemeinnützigen Aspekt erweitert, und seit 1793 führt sie den Namen, der sich bis heute erhalten hat.
Die demokratisch aufgebaute und vom Bürgertum getragene Gesellschaft und ihr Gesellschaftshaus (ab 1826 in der Breiten Straße 33, seit 1891 in der Königstraße 5) wurden rasch zum Mittelpunkt praktischer Reformarbeit im Geist der Aufklärung. Die Gesellschaft wirkte an der Verbesserung der Verhältnisse in vielen Lebensbereichen mit, von der 1791 als eine der ältesten Einrichtungen des frühen europäischen Rettungswesens etablierten Rettungsanstalt für im Wasser Verunglückte bis zum Lehrerseminar. Über die der Gesellschaft schon damals nahestehenden Neuen Lübeckischen Blätter war sie der Erneuerungsbewegung Jung-Lübeck im Vormärz verbunden.
Die Gemeinnützige war Trägerin der Sparkasse zu Lübeck und bis 1934 auch der Lübecker Museen, die dann in staatliche (ab 1937 kommunale) Trägerschaft übergingen. 1938 wurde ihr der Konzert-, Theater- und Veranstaltungssaal Kolosseum in der Kronsforder Allee übertragen.
1933 brachte die durchgreifende Gleichschaltung der Gesellschaft den von der Vorsteherschaft mitgetragenen Bruch mit ihrer bis dahin liberal-demokratischen Tradition: Schon im Juli wurde das Führerprinzip eingeführt, und im Oktober gab sich die Gesellschaft eine neue Satzung auf der Grundlage des Nationalsozialismus; jüdische Mitglieder wie Moritz Neumark wurden zum Austritt gedrängt oder ausgeschlossen. Die Tochtergesellschaften wurden im nationalsozialistischen Sinne umgeformt und neu ausgerichtet, siehe z. B. die Emanuel-Geibel-Gesellschaft. Im Herbst 1945 kam es dann zu einem demokratischen Neuanfang unter Leitung des Rechtsanwalts Adolf Ihde, der bereits von 1927 bis 1930 Direktor der Gesellschaft gewesen war.
Bereits zum 100. Jubiläum 1889 erhielt die Gesellschaft Lübecks höchste Auszeichnung, die Gedenkmünze Bene Merenti. Damit war sie bis 2018 die einzige juristische Person (rechtsfähiger Verein), welche diese Auszeichnung erhielt. 2019 erhielt die Possehl-Stiftung diese Auszeichnung – ebenfalls anlässlich ihres hundertjährigen Bestehens. Weiter wurden bislang acht Direktoren der Gesellschaft mit der Münze geehrt.

## Organisation
Gemäß ihrem Status als seit 1795 bestehender Altrechtlicher Verein gibt es eine eigene Organisationsstruktur und Terminologie, die etwas vom herkömmlichen Eingetragenen Verein abweicht. Mitglieder können sowohl natürliche Personen als auch Firmen, Gesellschaften, Vereinigungen und Körperschaften des öffentlichen Rechts sein. Eine Besonderheit der Gemeinnützigen sind die zahlreichen Tochtergesellschaften, „Gesellschaften und Vereine mit Aufgaben, die denen der Gesellschaft zur Beförderung gemeinnütziger Tätigkeit wesensverwandt sind“. Die Tochtergesellschaften werden von der Gemeinnützigen bei der Verfolgung ihrer Ziele unterstützt.
Die Organe der Gesellschaft sind Direktor, Vorsteherschaft, Beratungsversammlung und Vorstandsrat. (Die Bezeichnungen Direktor, stellvertretender Direktor und Vorsteher werden verwendet unabhängig davon, ob das betreffende Amt von einer Frau oder einem Mann ausgeübt wird.)
Der Direktor (vergleichbar einem Vereinspräsidenten oder Vorsitzenden) wird von der Beratungsversammlung für eine Amtszeit von drei Jahren gewählt. Er führt die Geschäfte und ist Vorstand im Sinne des § 26 BGB.
Die Vorsteherschaft besteht aus dem Direktor, dem stellvertretenden Direktor und 10 bis 14 Vorstehern. Die Vorsteher werden von der Beratungsversammlung für 6 Jahre gewählt.  Einer der Vorsteher fungiert als Vortragswart.
Die Jahres-Mitgliederversammlung heißt hier Beratungsversammlung.
Der Vorstandsrat besteht aus dem Direktor der Gesellschaft, dem für das Vortragswesen zuständigen Vorsteher und zwei weiteren Vorstehern der Gesellschaft sowie den Vorsitzenden der Tochtergesellschaften und Tochtervereine. Aufgabe des Vorstandsrates ist es, die Beziehungen der Gesellschaft zu den Tochtergesellschaften und -vereinen zu pflegen.

## Wirken
Die Gesellschaft unterhält zur Erfüllung ihrer satzungsgemäßen Aufgaben zahlreiche Einrichtungen, wie etwa die „Familienbildungsstätte Lübecker Mütterschule“, die „Lübecker Musikschule“ und die „Lübecker Knabenkantorei“, eine Bücherei usw. Darüber hinaus verwaltet die Gesellschaft zahlreiche unselbständige Stiftungen Lübecker Bürger.
Die „Gemeinnützige“ mit ihren mehr als 1.800 Mitgliedern erfreut sich in der Hansestadt Lübeck über alle gesellschaftlichen Grenzen hinweg eines hohen Ansehens.
Ihr sind unter anderem folgende Institutionen als Tochtergesellschaften angeschlossen:
- Archäologische Gesellschaft der Hansestadt Lübeck
- Deutsch-Ibero-Amerikanische-Gesellschaft
- Deutsch-Italienische Gesellschaft
- Gesellschaft für Geographie und Völkerkunde
- Internationale Dieterich-Buxtehude-Gesellschaft
- Overbeck-Gesellschaft
- Verein für Lübeckische Geschichte und Altertumskunde, Herausgeber der Zeitschrift für Lübeckische Geschichte
- Photographische Gesellschaft
- Scharwenka-Gesellschaft e. V.
- Verein der Musikfreunde (gegründet 1896 angeregt durch die Sinfoniekonzerte der Deutsch-Nordischen Handels- und Industrie-Ausstellung, Tochtergesellschaft seit 1934)[10][11]
- Rechtsfürsorge e. V. Lübeck – Resohilfe, gegründet 1841[12]

## Direktoren der Gesellschaft
| Name und Lebensdaten               | Amtszeit  | Ratslinie Nr. | Besonderheiten und Anmerkungen | Abbildung |
| Ludwig Suhl                        | 1789–1790 |               | Gründer; Archidiakon an der St. Petrikirche, in seinem Haus in der Großen Petersgrube 27 fand die Gründungsversammlung statt (heute Teil der Musikhochschule)                                                       |           |
| Christian Adolph Overbeck          | 1791      | 949           | Obergerichtsprokurator, später Lübecker Bürgermeister |           |
| Adolph Friedrich Dehns             | 1792      |               | Senatssekretär; Sohn des Predigers an St. Aegidien Johann Balthasar Dehns, Ratssekretär seit 1769. |           |
| **Ludwig Suhl                      | 1793      |               | nunmehr: Assessor des Domkapitels |           |
| **Christian Adolph Overbeck        | 1794–1797 | 949           | nunmehr: Zweiter Syndikus des Domkapitels |           |
| Gottlieb Nicolaus Stolterfoht      | 1798–1801 |               | Prediger an der Kirche des Burgklosters, zugleich nach dem Lübecker Adressbuch 1798 auch Prediger am Heiligen-Geist-Hospital und am Pockenhaus.                                                                     |           |
| Anton Diedrich Gütschow            | 1802–1803 |               | Syndicus der Hansestadt Lübeck |           |
| ***Ludwig Suhl                     | 1804–1808 |               | nunmehr: Titular-Assessor |           |
| Johann Friedrich Petersen          | 1808–1814 |               | Prediger am Dom. Erster Inhaber der Gedenkmünze Bene Merenti (1835). |           |
| Nikolaus Heinrich Brehmer          | 1814–1818 |               | Dr. med., praktischer Arzt, Vater des Senators und Bürgermeisters Heinrich Brehmer |           |
| ****Ludwig Suhl († 1819)           | 1818–1819 |               | zuletzt: Dr. jur., Advokat, Titular-Assessor |           |
| **Nicolaus Heinrich Brehmer        | 1819–1821 |               | Dr. med., praktischer Arzt |           |
| Bernhard Heinrich von der Hude     | 1821–1825 |               | Pastor an der Marienkirche |           |
| Johann Friedrich Hach              | 1825–1830 | 955           | Oberappellationsgerichtsrat, Inhaber der Gedenkmünze Bene Merenti (1850) |           |
| Christian Gerhard Overbeck         | 1830–1833 |               | Oberappellationsgerichtsrat, Mitglied der Jung-Lübeck genannten nationalliberalen Erneuerungsbewegung |           |
| **Johann Friedrich Hach            | 1833–1836 |               | Oberappellationsgerichtsrat |           |
| **Christian Gerhard Overbeck       | 1836–1839 |               | Oberappellationsgerichtsrat |           |
| Heinrich von der Hude              | 1839–1842 |               | Prokurator am Oberappellationsgericht, am Landgericht und Niedergerichtsprokurator, 1844 Dritter Ratssyndikus und 1852 Senator                                                                                      |           |
| Friedrich Boldemann                | 1842–1845 |               | Assekuradeur, Schonenfahrer und Mitglied der Bürgerschaft |           |
| Johann Heinrich Behn               | 1845–1848 |               | Wetteaktuar |           |
| Johannes Classen                   | 1848–1851 |               | Professor am Katharineum |           |
| Hermann Wilhelm Hach               | 1851–1854 | 992           | Senator, Sohn des Senators Johann Friedrich Hach. |           |
| Georg Friedrich Ludwig Oppenheimer | 1854–1856 |               | Oberappellationsgerichtsrat a. D. |           |
| Marcus Jochim Carl Klug            | 1856–1859 |               | Pastor an St. Jakobi |           |
| Friedrich Wilhelm Mantels          | 1859–1862 |               | Professor am Katharineum, früher Mitglied der Jung-Lübeck genannten nationalliberalen Erneuerungsbewegung |           |
| Wilhelm von Bippen († 1865)        | 1862–1865 |               | Praktischer Arzt |           |
| Heinrich Gustav Plitt              | 1865–1868 | 1002          | Direktor des Untergerichts, ab 1868 Senator |           |
| Wilhelm Brehmer                    | 1868–1871 | 1005          | Advokat, ab 1870 Senator, Inhaber der Gedenkmünze Bene Merenti (1901) |           |
| Carl Alexander von Duhn            | 1871–1874 |               | Mitglied des Obergerichts, vorher Mitglied der Jung-Lübeck genannten nationalliberalen Erneuerungsbewegung |           |
| Adolph Hach                        | 1874–1877 |               | Aktuar des Polizeiamtes |           |
| August Sartori                     | 1877–1889 |               | Oberlehrer des Katharineums, 1880 dort Professor |           |
| Heinrich Klug                      | 1886–1889 | 1012          | Senator, Inhaber der drei höchsten Auszeichnungen Lübecks (Gesellschaft (1893), Handelskammer und Senat (1904)) |           |
| Johann Georg Eschenburg            | 1883–1886 | 1017          | Senatssekretär, ab 1885 Senator, Inhaber der Gedenkmünze Bene Merenti (1910) |           |
| **Heinrich Klug                    | 1886–1889 | 1012          | Senator |           |
| Ernst Christian Johannes Schön     | 1889–1892 | 1022          | Erster Staatsanwalt |           |
| Adolf Brehmer                      | 1892–1895 |               | Rechtsanwalt |           |
| Emil Ferdinand Fehling             | 1895–1898 | 1023          | Rechtsanwalt, ab 1896 Senator, Inhaber der Gedenkmünze Bene Merenti (1917) |           |
| Johannes Daniel Benda              | 1898–1901 |               | Richter am Landgericht Lübeck, ab 1901 Erster Staatsanwalt, Inhaber der Gedenkmünze Bene Merenti (1919) |           |
| Ernst Julius Ludwig Müller         | 1901–1904 |               | Direktor des Johanneums |           |
| **Ernst Christian Johannes Schön   | 1904–1907 | 1022          | nunmehr: Senator |           |
| Johann Martin Andreas Neumann      | 1907–1910 | 1029          | Senator |           |
| Carl Dimpker                       | 1910–1913 | 1037          | Konsul, amtierender Wortführer in der Bürgerschaft und Präses der Handelskammer |           |
| Christian Reuter                   | 1913–1915 |               | Direktor des Katharineums |           |
| Cay Diedrich Lienau                | 1915–1918 | 1034          | Senator |           |
| Johannes Evers                     | 1918–1921 |               | Hauptpastor an St. Marien |           |
| Hermann Stodte                     | 1921–1924 |               | Oberstudiendirektor des Johanneums |           |
| Rudolf Keibel                      | 1924–1927 |               | Erster Syndikus der Handelskammer, Abgeordneter und stellvertretender Wortführer der Lübecker Bürgerschaft |           |
| Adolf Ihde                         | 1927–1930 |               | Rechtsanwalt und Notar |           |
| Karl Utermarck                     | 1930–1933 |               | Landgerichtspräsident |           |
| Hans Sellschopp                    | 1933–1938 |               | Kaufmann und nationalsozialistischer Kulturfunktionär, Leiter der Auslandsstelle der Reichsmusikkammer und 1973 als Companion of the Order of the Cross of Nails eine der Symbolfiguren der Versöhnung in Coventry. |           |
| Otto Bernhard Clausen              | 1939–1945 |               | Kreisleiter der NSDAP |           |
| **Adolf Ihde                       | 1945–1949 |               | Rechtsanwalt und Notar |           |
| Wilhelm Kusche († 1951)            | 1949–1951 |               | Oberstudiendirektor der Oberschule zum Dom |           |
| Rolf Sander                        | 1952–1958 |               | Landgerichtsrat |           |
| Gerhard Gaul                       | 1958–1961 |               | Rechtsanwalt und Notar. Inhaber der Gedenkmünze Bene Merenti (1982) |           |
| Gerhard Schneider                  | 1961–1964 |               | Senator |           |
| **Rolf Sander (1911–2009)          | 1964–1966 |               | Richter am Landgericht Lübeck |           |
| Werner Dalstein                    | 1967–1969 |               | Baudirektor |           |
| Julius Edelhoff                    | 1970–1972 |               | Leitender Medizinaldirektor |           |
| Gerhard Lund                       | 1973–1975 |               | Rechtsanwalt und Notar |           |
| Christoph Deecke                   | 1976–1978 |               | Architekt |           |
| Boto Kusserow                      | 1979–1984 |               | Rechtsanwalt und Notar |           |
| **Christoph Deecke (1924–2004)     | 1985      |               | Architekt |           |
| Hans-Helmke Goosmann (* 1927)      | 1991–1996 |               | Architekt |           |
| Renate Menken                      | 1997–2002 |               | Apothekerin |           |
| Helmut Wischmeyer (1935–2019)      | 2003–2005 |               | Whg.-Bau-Kfm. |           |
| Antje Peters-Hirt                  | 2006–2011 |               | Germanistin, Kauffrau |           |
| Titus Jochen Heldt (* 1969)        | 2012–2017 |               | Rechtsanwalt |           |
| Angelika Richter                   | 2018–2023 |               | Rechtspflegerin, ehemalige Geschäftsleiterin des Amtsgerichts Lübeck |           |
| Karl Klotz                         | seit 2024 |               | Anästhesist und Hochschullehrer |           |

Anmerkung zur Tabelle: Die Amtszeit beträgt drei Jahre, sich unmittelbar anschließende weitere Amtszeiten sind in der Tabelle nicht gesondert markiert, sie ergeben sich aus der Zeitangabe. Weitere Amtsperioden, nach der Zäsur durch einen anderen Amtsinhaber, sind durch die Anzahl vorgesetzter Sternchen markiert, also ** für eine zweite weitere Periode (ursprünglich, um deutlich zu machen, das nicht wieder ein Porträt mit eingesetzt werden muss).

## Ehrenmitglieder
Die Gesellschaft hat nach ihrer Satzung insgesamt 27 Ehrenmitglieder ernannt. Seit 1961 ist die Ehrenmitgliedschaft nicht mehr vorgesehen. Ehrenmitglieder wurden (noch unvollständig; Jahr der Ehrenmitgliedschaft in Klammern):
- Friedrich Carl Gröger (1792), Maler und erstes Ehrenmitglied der Gesellschaft
- Johann Niklas Bandelin (1817)
- Andreas Ehrenfried Martens (vor 1828)[13]
- Ludwig Heller (1859)
- Emil Minlos (1884)
- Victor Böhmer (1888)
- Rudolf von Gneist (1888)
- August Lanners (1888)

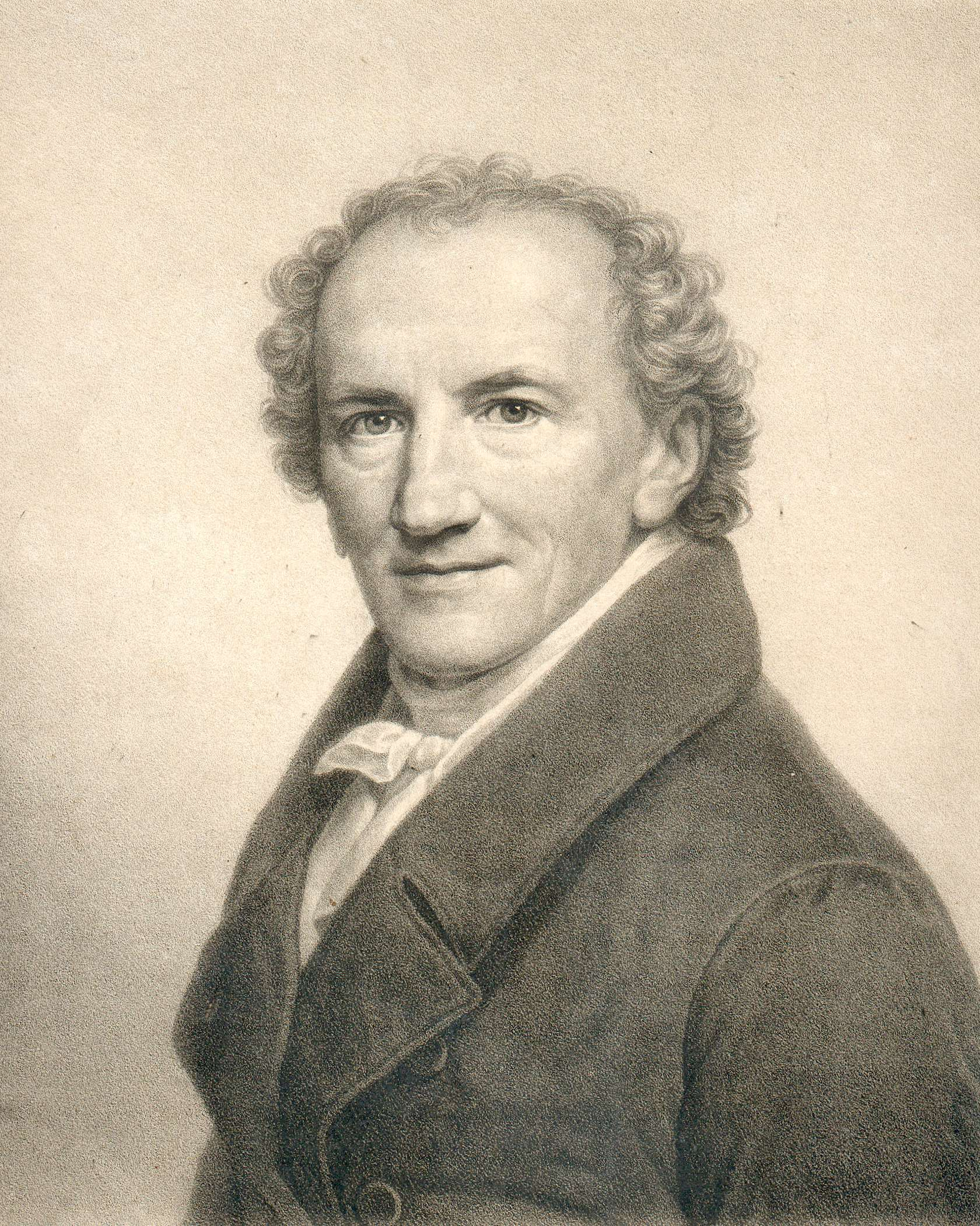
Friedrich Carl Gröger
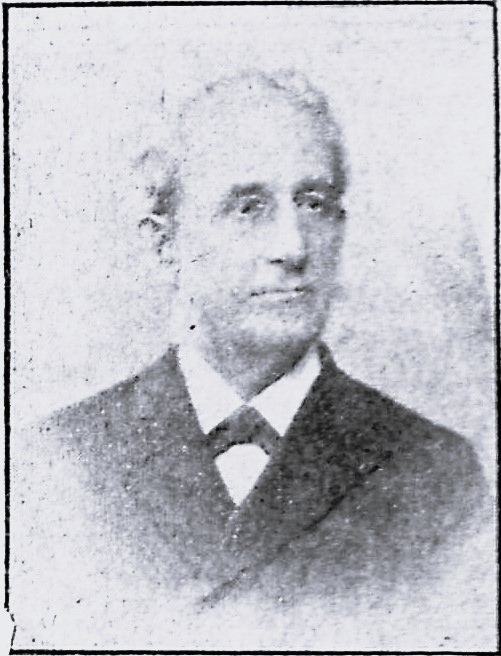
Emil Minlos
Rudolf von Gneist

## Denkmünze
Die Gesellschaft verleiht als besondere Auszeichnung seit 1832 ihre Denkmünze in Gold und in Silber. Die Ausführung in Bronze wurde nur in den ersten Jahren nach Begründung der Auszeichnung verliehen und dann eingestellt.